# Clementino
Pour les articles homonymes, voir Clementino (homonymie).
Clementino, de son vrai nom Clemente Maccaro, né le 21 décembre 1982 à Avellino, est un rappeur italien. En 2004, il gagne les Tecniche Perfette, et en 2006 le 2theBeat, des tournois de freestyle populaires en Italie. Il chante en italien et napolitain.
Après avoir remporté plusieurs compétitions de freestyle, Clementino signe au label Lynx Records, avec lequel il publie son premier album, Napolimanicomio, en 2006. En 2009, il rejoint le groupe Videomind, au label Relief Records EU, et avec qui il publie en 2011 l'album I.E.N.A. En 2012, il collabore avec Fabri Fibra, et forme le duo Rapstar. En 2013, le rappeur publie l'album Mea Culpa au label Universal Music, qui finit quatrième des classements italiens et qui est certifié disque d'or.

## Biographie

### Débuts (1996–2005)
Ayant grandi entre Cimitile et Nola, Clementino fait ses premiers pas à 14 ans dans le hip-hop à Naples où il devient membre du Trema Crew, et plus tard du groupe napolitain TCK. Grâce à ces premières expériences, Clementino peut parfaire ses techniques de freestyle (discipline consistant à improviser des rimes) devenant ainsi l'un des artistes les plus talentueux de la scène nationale en remportant la première place au Tecniche Perfette 2004, au Da Bomb 2005, au Valvarap 2006 et au 2theBeat 2006, gagnant en finale face au rappeur Ensi.
En 2005, il participe à Napolizm: a Fresh Collection of Neapolitan Rap, une compilation américaine réunissant les meilleurs rappeurs napolitains. Clementino collabore ensuite avec divers artistes tels que Malva & DJ Rex et Mastafive, et signe au label Lynx Records (anciennement Undafunk Records) pour un album solo.

### Napolimanicomio(2006–2008)
Le 29 avril 2006, Clementino publie son premier album, intitulé Napolimanicomio, chanté en italien et en napolitain, avec la participation d'artistes de renom tels que OneMic, Kiave, Francesco Paura, Spregiudicati, et d'artistes locaux comme Kaplan, Emcee O'Zi et Pacto MC, obtenant un certain succès à l'échelle nationale. Après la publication de son premier album, Clementino se lance dans une série de concerts de plus de 200 dates à travers l'Italie.

### Videomind etI.E.N.A.(2009–2011)

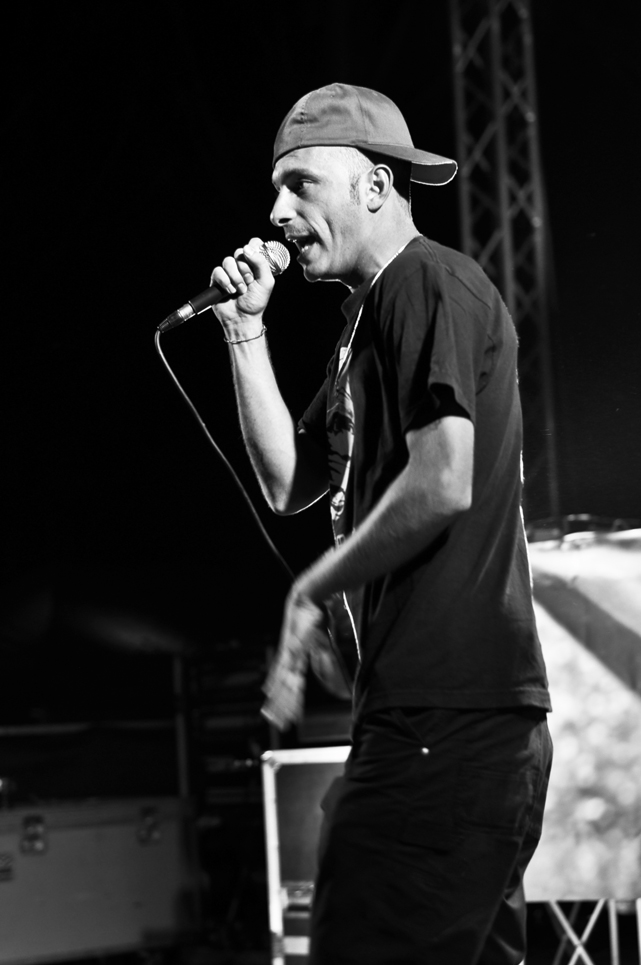
Clementino, au Positive River Festival, en 2011.

À la fin de 2009, il collabore avec DJ Tayone et le rappeur Francesco Paura, donnant naissance au groupe Videomind, au sein duquel il publie l'album Afterparty en 2010, dont la publication est précédée par le single È normale, (accompagné de sa vidéo musicale). L'album contient un second single, Music Therapy, et deux autres vidéos (L'immenso et Peter Pan).
Le 19 décembre 2011, il publie son deuxième album solo, intitulé I.E.N.A., un acronyme de Io e nessun altro (Moi et personne d'autre). L'album est précédé par le clip La mia musica, publié un peu plus d'un an avant.
Iena (ou Iena White) est également l'un des noms de scène de Clementino, choisi par le rappeur pour s'identifier à l'animal, qui « ne laisse plus que la carcasse de ses adversaires derrière lui », comme il l'indique dans une interview.

### Fabri Fibra et autres activités (2012)

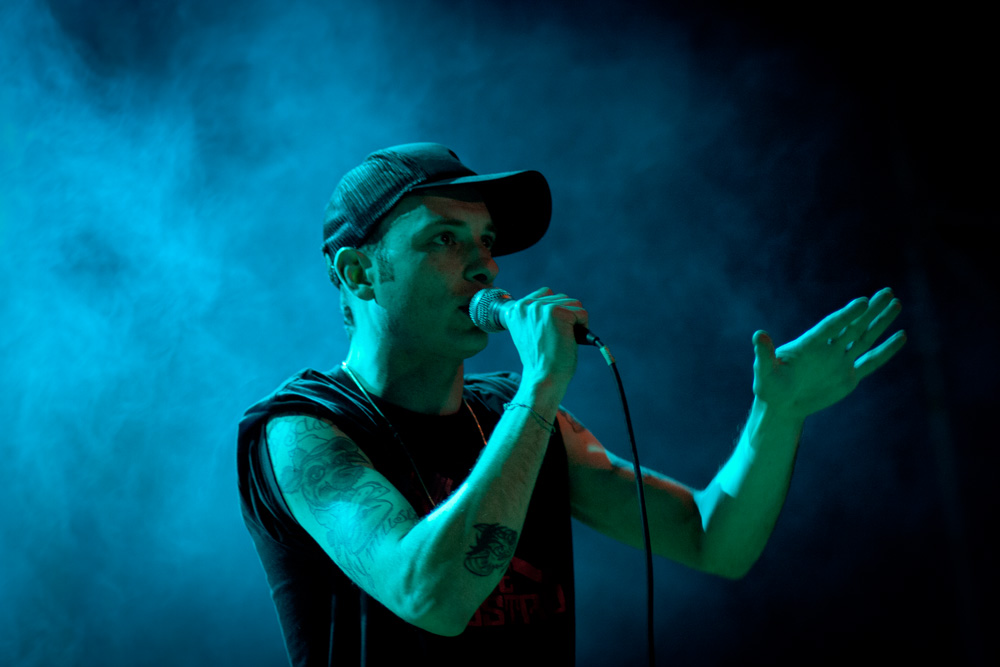
Clementino après un concert de 99 Posse à Bagnoli, en 2012.

Le 9 janvier 2012, il publie Ci rimani male/Chimica Brother, un single en collaboration avec le rappeur Fabri Fibra qui précède de Non è gratis, un projet collaboratif des deux rappeurs au sein de Rapstar. Le 20 janvier, il publie un second vidéoclip issu de I.E.N.A., Toxico, suivi d'un troisième, Rovine, le 4 mars. Entre le 8 et le 12 février 2012, Clementino participe au jeu télévisé de Pino Quartullo Che ora è?, inspiré du film homonyme d'Ettore Scola sorti en 1989.
Le 9 mars 2012 est extrait de l'album Non è gratis le single La luce, morceau totalement centré sur la vie de Clementino, qui, dans la chanson, parle de ses regrets et de toutes les erreurs qu'il a commises plus jeune. À cette même période, la chaîne italienne MTV diffuse la première édition du MTV Spit, un programme de télévision qui verra Clementino face à un autre rappeur dans divers défis freestyle. Il publie ensuite le clip de chansons issues de l'album I.E.N.A. : Risata di una I.E.N.A., Funk e TheRivati et Animals. Le 25 septembre 2012, Clementino prend part au Hip Hop TV 4th B-Day Party, organisé lors du Mediolanum Forum d'Assago.
Le 7 décembre 2012, il publie la promo d'une nouvelle chanson, intitulée Bomba atomica, précédant la publication de l'album Armageddon, un album qui mettra en vedette le rappeur Dope One et le beatmaker O'Luwong. Le videoclip est publié le 21 décembre 2012, jusqu'à l'heure de la soi-disant théorie de la fin du monde.

### Armageddon(2013)

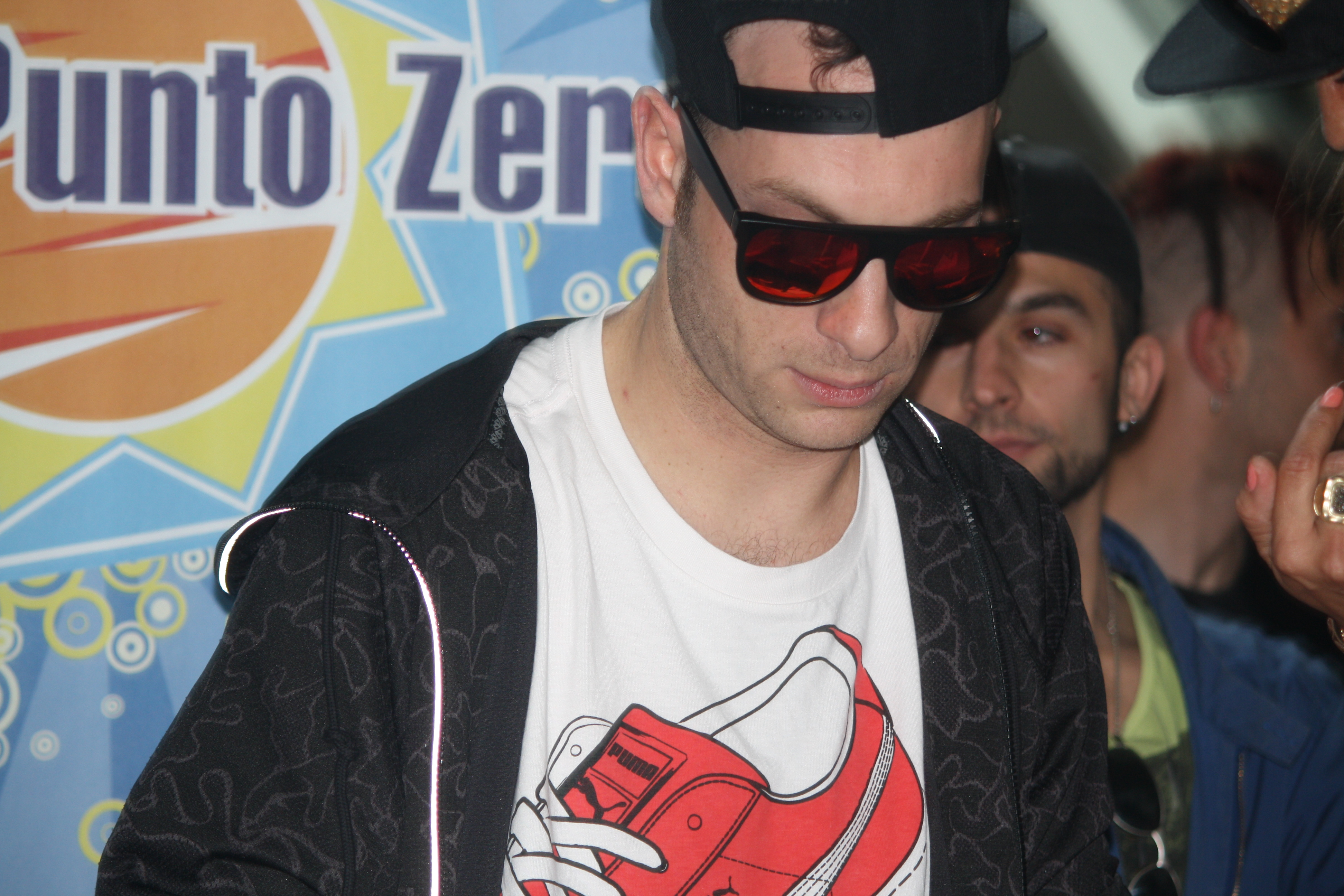
Clementino en 2013.

Le 12 janvier 2013, Clementino publie l'album Armageddon. Le 15 février 2013, il participe à la quatrième nuit du Festival di Sanremo, organisé par Fabio Fazio et Luciana Littizzetto.
Le 11 avril 2013, Clementino révèle dans une vidéo que le titre de son nouvel album sera Mea culpa. L'album est publié le 28 mai 2013 au label Hard Times Records (en collaboration avec le label Universal), et fait notamment participer des rappeurs comme Fabri Fibra et Marracash, et des auteurs-compositeurs tels que Far From Fini et Jovanotti. Ce dernier entreprend en 2013 une tournée dans les stades italiens, et en partie avec Clementino. Le premier single de Mea culpa est intitulé O vient et est publié le 3 mai 2013. L'album obtient un certain succès atteignant la 4e la place des classements italiens. En juin 2013, Clementino rejoint le projet Passa il microfono, une initiative lancée par Pepsi pour promouvoir le rap italien. Sur ce projet est publié la piste du même nom du rappeur Moreno avec Clementino, Fred De Palma et Shade.

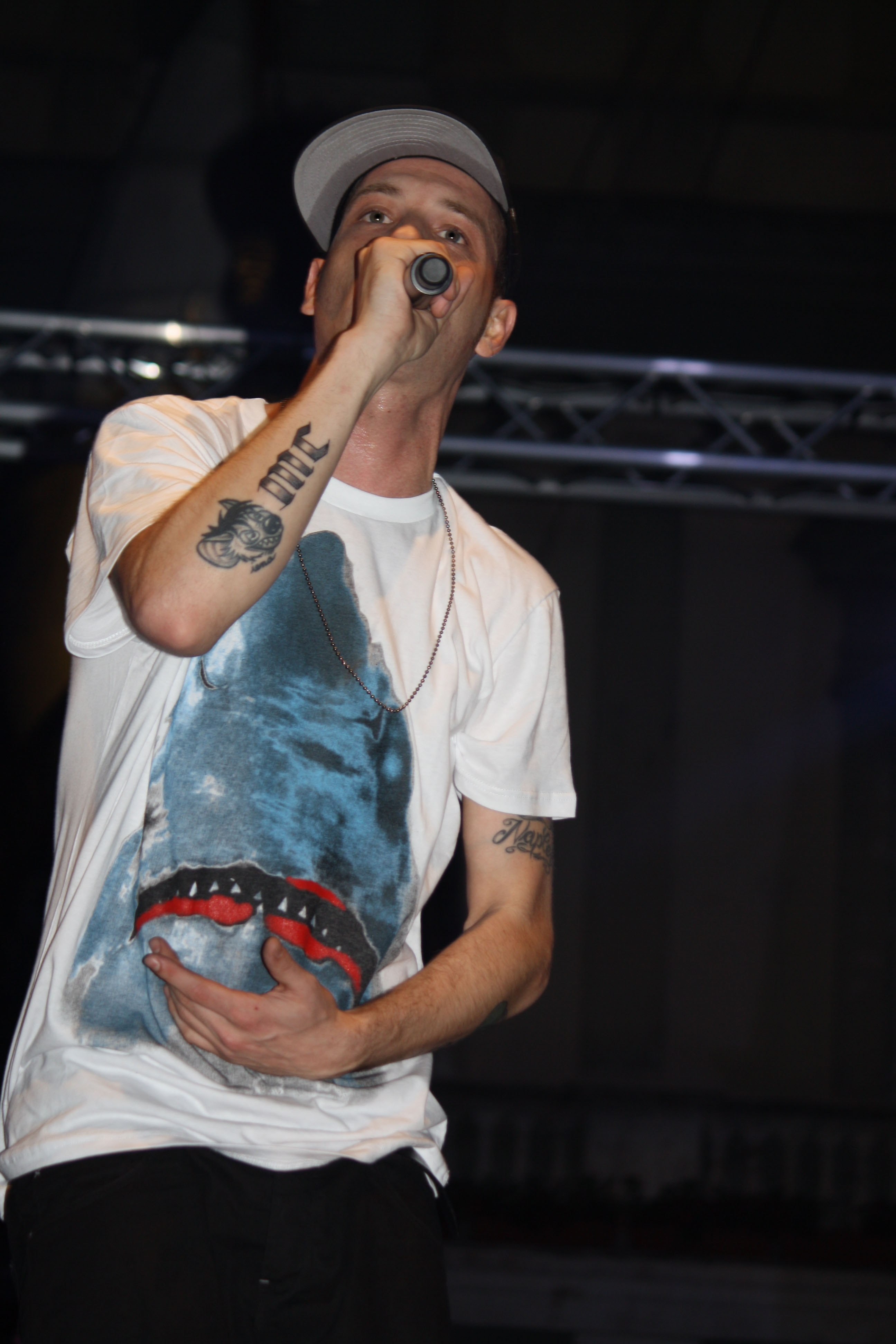
Clementino pendant un concerto à Nola en 2013.

Le 10 juillet 2013, le rappeur ouvre la Mea culpa Summer Tour. Le 26 juillet, il est parmi les invités de la quarante-troisième édition de la Giffoni Film Festival, qui, pour la première fois est ouvert au hip-hop avec des artistes tels que Ensi et Salmo. Le 31 juillet 2013, il publie le deuxième single de Mea culpa, intitulé Il re lucertola ; il suit le 1er août de la vidéo de Alto livello. Le 12 août, il ouvre un concert de Snoop Dogg au Parco Gondar de Salento.
Le 6 septembre 2013, il publie Fratello, le troisième single de Mea culpa. La chanson fait participer Jovanotti. Le 24 septembre 2013, il est invité pour la deuxième fois de Hip Hop TV B-Day Party, au Mediolanum Forum d'Assago au cours de la soirée, il effectue en solo et avec Ensi et Kiave en freestyle. En octobre 2013, Clementino s'engage avec la chanson Triangolo della vita, militant contre les déchets toxiques du « triangle de la mort » (zone délimitée par les communes de Nola, Acerra et Marigliano, qui tire son surnom de sa grande quantité de déchets toxiques).
Le 2 décembre 2013, il publie la vidéo officielle d' Amsterdam, le quatrième extrait vidéo de Mea culpa. Au réveillon de Noël, il participe au concert de Noël, qui se tient chaque année. Le concert est également assisté par des artistes nationaux et internationaux tels que Elisa et Patti Smith. Le 28 décembre 2013, il ouvre le concert Pino Daniele à Naples.

### Collaboration etMiracolo!(depuis 2014)
Le 31 janvier 2014, Clementino publie le quatrième single de Mea culpa, Buenos Aires/Napoli, accompagné de clips. Il travaille aussi avec Deleterio sur la chanson Tutto a posto (de son album Dadaismo).
Le 5 mai 2015, il participe à l'album Ora o mai più du producteur italien Don Jo. Le 13 décembre de cette année, sa participation à la 66e édition du Festival della Canzone Italiana di Sanremo est annoncée.

## Discographie

### Albums studio
- 2006 : Napolimanicomio
- 2011 : I.E.N.A.
- 2013 : Armageddon (avec Dope One et O'Luwong)
- 2013 : Mea culpa
- 2015 : Miracolo!'
- 2017 : Vulcano
- 2019 : Tarantelle

### Albums collaboratifs
- 2010 : Afterparty (avec Videomind)
- 2011 : Afterparty Remix (avec Videomind)
- 2012 : Non è gratis (avec Rapstar)